# Patricia López
Ne pas confondre avec l'actrice espagnole Patricia López Arnaiz.
Patricia Javiera López Menadiér (née le 10 juillet 1977 à Santiago) est une actrice chilienne.

## Filmographie
| Films | Films                  | Films           | Films                    |
| Année | Titre                  | Rôle            | Réalisateur              |
| ----- | ---------------------- | --------------- | ------------------------ |
| 1999  | El desquite            | Carmencita      | Andrés Wood              |
| 2001  | La fiebre del loco     | Isabel          | Andrés Wood              |
| 2002  | Sangre eterna          | Elizabeth       | Jorge Olguín             |
| 2004  | La Sagrada Familia     | Sofía           | Sebastián Campos         |
| 2004  | Perjudícame cariño     | Victoria        | Alberto Daiber           |
| 2009  | Grado 3                | Teresa          | Roberto Artiagoitía      |
| 2011  | Baby Shower            | Soledad         | Pablo Illanes            |
| 2017  | The Invisible Guardian | Rosaura Salazar | Fernando González Molina |

## Télévision
| Telenovelas | Telenovelas              | Telenovelas            | Telenovelas |
| Année       | Titre                    | Rôle                   | Chaîne      |
| ----------- | ------------------------ | ---------------------- | ----------- |
| 1999        | Aquelarre                | Carolina Meneses       | TVN         |
| 2000        | Santo ladrón             | Celia Maki             | TVN         |
| 2001        | Amores de Mercado        | Jessenia "Jessy" Solís | TVN         |
| 2002        | Purasangre               | Amanda Salazar         | TVN         |
| 2003        | Pecadores                | Miranda Ahumada        | TVN         |
| 2005        | Los Capo                 | Marietta Ragano        | TVN         |
| 2006        | Cómplices                | Alejandra Loyola       | TVN         |
| 2007        | Corazón de María         | Amneris Zúñiga         | TVN         |
| 2008        | El Señor de la Querencia | María Pradenas         | TVN         |
| 2009        | ¿Dónde está Elisa?       | Adriana Castañeda      | TVN         |
| 2010        | Feroz                    | Kiara Montero          | Canal 13    |
| 2012        | Reserva de familia       | Mónica Robles          | TVN         |
| 2015        | Veinteañero a los 40     | Yannin                 | Canal 13    |

### Séries
| Séries télévisées | Séries télévisées            | Séries télévisées | Séries télévisées |
| Année             | Titre                        | Rôle              | Chaîne            |
| ----------------- | ---------------------------- | ----------------- | ----------------- |
| 2004              | Tiempo final: en tiempo real | Flor              | TVN               |
| 2006              | Cuentos Chilenos             | Uppercut          | TVN               |
| 2008              | Camera Café                  | Colombina Astorga | Mega              |

### Émissions
- 2008 : Estrellas en el Hielo (TVN) : Participante
- 2010 : LI Festival Internacional de Viña del Mar (TVN/Canal 13) : Jury Folklorique
- 2012 : Mujeres Destacadas (Telecanal) : Elle-même (Invitée)
- 2013 : Mujeres Primero (La Red) : Elle-même (Invitée)